# Greatest Hits (album, The Who)
Greatest Hits je kompilační album britské rockové kapely The Who, které bylo vydáno 21. prosince 2009. Po pár týdnech bylo vydáno znovu pod názvem Greatest Hits & More a tentokrát obsahovalo druhý disk živých nahrávek vybraných z alba Greatest Hits Live.

## Seznam skladeb
Autorem všech skladeb je Pete Townshend, pokud není uvedeno jinak.

### Disk 1
1. "I Can't Explain" – 2:05
2. "My Generation" – 3:17
3. "The Kids Are Alright" – 3:07
4. "Substitute" – 3:48
5. "Happy Jack" – 2:11
6. "Pictures Of Lily" – 2:44
7. "I Can See for Miles" – 4:08
8. "Magic Bus" – 3:16
9. "Pinball Wizard" – 3:02
10. "Behind Blue Eyes" – 3:43
11. "Baba O'Riley" – 5:01
12. "Won't Get Fooled Again" – 8:33
13. "Love, Reign O'er Me" – 5:54
14. "Squeeze Box" – 2:42
15. "Who Are You" – 3:27
16. "You Better You Bet" – 5:38
17. "Eminence Front" – 5:42
18. "Real Good Looking Boy" (Townshend, Luigi Creatore, Hugo Peretti & George David Weiss) – 5:43
19. "It's Not Enough" (Townshend & Rachel Fuller) – 4:04

### Disk 2
Disk 2 byl vydaný pouze jako součást Greatest Hits & More.
1. "I Can't Explain" (San Francisco Civic Auditorium, San Francisco, 1971) – 2:32
2. "Substitute" (San Francisco Civic Auditorium, San Francisco, 1971) – 2:10
3. "Happy Jack" (City Hall, Hull, 1970) – 2:12
4. "I'm a Boy" (City Hall, Hull, 1970) – 2:42
5. "Behind Blue Eyes" (San Francisco Civic Auditorium, San Francisco, 1971) – 3:39
6. "Pinball Wizard" (Vetch Field, Swansea, 1976) – 2:48
7. "I'm Free" (Vetch Field, Swansea, 1976) – 1:44
8. "Squeeze Box" (Vetch Field, Swansea, 1976) – 2:51
9. "Naked Eye / Let's See Action / My Generation (Medley)" (Charlton Athletic Football Club, jižní Londýn, 1974) – 14:19
10. "5:15" (The Capital Centre, Largo, Maryland, 1973) – 5:53
11. "Won't Get Fooled Again" (The Capital Centre, Largo, Maryland, 1973) – 8:38
12. "Magic Bus" (Leeds University, Anglie, 1970) – 7:33
13. "My Generation" (Aeolian Hall, Londýn, 1965) – 3:25
14. "I Can See for Miles" (Universal Amphitheatre, Los Angeles, 1989) – 3:45
15. "Who Are You" (Universal Amphitheatre, Los Angeles, 1989) – 6:22
16. "A Man In A Purple Dress" (Nassau Coliseum, Uniondale, New York, 2007) – 4:28